# Tennis under sommer-OL 2020
Tennis under Sommer-OL 2020 blev afviklet i perioden 24. juli - 1. august 2021 i Ariake Tennis Park på hardcourt-baner af typen DecoTurf. Turneringen omfattede fem konkurrencer, herre- og damesingle, herre- og damedouble samt mixed double, med deltagelse af i alt 172 spillere, fordelt på 86 spillere af hvert køn. 

## Turneringsformat
I de to singlekonturneringer er der 64 deltagere, hvorfor der bliver afholdt 3 indledende runder før kvartfinalerne. I dame- og herredoublerne er der 32 deltagende par og her bliver der spillet 2 indledende runder før kvartfinalerne. I mixed double er der kun 16 deltagende par og her bliver der kun spillet én indledende runder før kvartfinalerne. I herresingle bliver der spillet bedst af fem sæt mens der i alle andre discipliner bliver spillet bedst af 3 sæt. I mixed double bliver tredje sæt afgjort i en tie-break, hvor der bliver spillet til 10 points.

## Medaljefordeling

### Medaljevindere
| Event        | Guld                                     | Sølv                             | Bronze                       |
| ------------ | ---------------------------------------- | -------------------------------- | ---------------------------- |
| Herresingle  | Alexander Zverev                         | Karen Khatjanov                  | Pablo Carreño Busta          |
| Damesingle   | Belinda Bencic                           | Markéta Vondroušová              | Elina Svitolina              |
| Herredouble  | Nikola Mektić Mate Pavić                 | Marin Čilić Ivan Dodig           | Marcus Daniell Michael Venus |
| Damedouble   | Barbora Krejčíková Kateřina Siniaková    | Belinda Bencic Viktorija Golubic | Laura Pigossi Luisa Stefani  |
| Mixed double | Anastasija Pavljutjenkova Andrej Rubljov | Jelena Vesnina Aslan Karatsev    | Ashleigh Barty John Peers    |

### Medaljetabel
| Placering | Land        | Guld | Sølv | Bronze | Total |
| --------- | ----------- | ---- | ---- | ------ | ----- |
| 1         | ROC         | 1    | 2    | -      | 3     |
| 2         | Kroatien    | 1    | 1    | -      | 2     |
| 2         | Schweiz     | 1    | 1    | -      | 2     |
| 2         | Tjekkiet    | 1    | 1    | -      | 2     |
| 5         | Tyskland    | 1    | -    | -      | 1     |
| 6         | Australien  | -    | -    | 1      | 1     |
| 6         | Brasilien   | -    | -    | 1      | 1     |
| 6         | New Zealand | -    | -    | 1      | 1     |
| 6         | Rusland     | -    | -    | -      | -     |
| 6         | Spanien     | -    | -    | 1      | 1     |
| 6         | Ukraine     | -    | -    | 1      | 1     |
| Total     | Total       | 5    | 5    | 5      | 15    |